# أهبة نزفية
الأهبة النزفية (بالإنجليزية: Bleeding Diathesis)‏ أو نقص الخثورية (بالإنجليزية: Hypocoagulability)‏ هي حالة تأهب أو استعداد غير اعتيادي للنزف ينشأ عن عيب في نظام التخثر.